# The Monster Squad
Pour plus de détails, voir Fiche technique et Distribution.
The Monster Squad est un film américain réalisé par Fred Dekker et sorti en 1987.
Pastiche des films Universal Monsters, le film met en scène une bande de préadolescents qui affrontent Dracula ainsi qu'une poignée de monstres venus lui prêter main-forte, bien décidé à déchaîner le mal sur Terre.
Malgré des critiques mitigées à sa sortie et un échec financier, il deviendra au fil du temps un film culte.

## Synopsis
La Monster Squad est un club de préadolescents qui idolâtrent les films de monstres classiques et leurs stars non humaines. Le chef du club, Sean Crenshaw, dont la sœur cadette Phoebe veut désespérément rejoindre le club, reçoit le journal du légendaire chasseur de monstres Abraham Van Helsing, qui avait jadis échoué dans sa tentative de supprimer les forces du mal notamment Dracula, 100 ans plus tôt. Son excitation est de courte durée quand il trouve qu'il est écrit en allemand. Sean et le reste du club, son meilleur ami Patrick Rhodes, le maladroit Horace en surpoids, l'enfant plus âgé et coriace Rudy Holloran et le petit Eugene, décide d'aller chez un vieil allemand qui pourra leur faire la traduction. Ils ignorent que ce dernier est en fait un ancien prisonnier des camps de concentration. Le journal décrit en détail l'existence d'une amulette magique indestructible que les forces du bien et du mal se disputent. Il est expliqué qu'un seul jour par siècle, l'amulette est susceptible d'être détruite sur le coup de minuit. Les enfants se rendent compte qu'ils doivent prendre possession de l'amulette et l'utiliser avec une incantation du journal de Van Helsing pour ouvrir un trou de ver dans l'univers et jeter les monstres dans les limbes. Comme le montre le prélude du film, Van Helsing avait tenté en vain il y a cent ans de cela afin de vaincre son vieil adversaire le comte Dracula. Ses apprentis ont ensuite émigré aux États-Unis pour cacher l'amulette, où elle était hors de portée immédiate de Dracula.
Néanmoins, le vampire cherche à obtenir l'amulette afin de pouvoir conquérir le monde et le plonger dans les ténèbres. À cette fin, il rassemble plusieurs de ses alliés les plus dangereux et monstrueux comme La Momie, la Créature du Lac Noir, Le Loup Garou en plus, trois écolières que le comte transforme en ses épouses vampiriques. Dracula vole alors une caisse d'un B-25 Mitchell en plein vol, contenant le Monstre de Frankenstein, complétant ainsi son armée. Cependant, le dernier arrivé hésite à aider ses semblables et erre dans la forêt où il rencontre Phoebe. Plutôt que d'avoir peur, elle lui montre la gentillesse qu'il a toujours recherchée et ils deviennent amis. Après que Phoebe a prouvé à la Monster Squad que son nouvel ami n'est pas diabolique, il choisit d'aider les garçons au lieu de Dracula. Le Loup Garou, lors de son retour à la forme humaine, s'avère être un adepte récalcitrant de Dracula et a appelé la police au sujet du carnage à venir, qui sont rejetés comme des farces. L'amulette est enterrée dans une pièce en pierre sous une maison que Dracula et les autres monstres occupent maintenant et où le journal de Van Helsing a été trouvé. La salle secrète est jonchée de protections qui empêchent les monstres de la prendre. La Monster Squad fait irruption dans la maison, acquiert l'amulette et échappe de peu à l'emprise de Dracula. Ils s'entretiennent avec le vieil allemand qui les informe que l'incantation doit être lue par une femme vierge. À l'approche de minuit, l'escouade se dirige vers une cathédrale locale pour faire son dernier combat. Pendant ce temps, Dracula détruit leur club-house avec de la dynamite, attirant l'attention du père de Sean, le détective de police Del, qui a été chargé d'enquêter sur les événements étranges de la ville. Il reste assez sceptique quant à leurs causes surnaturelles jusqu'à ce qu'il voie Dracula en personne.
Malheureusement, les portes de la cathédrale sont verrouillées, l'incantation doit donc être lue sur le perron, laissant l'escouade vulnérable. Ils font appel à la belle sœur aînée de Patrick, Lisa, pour les aider car elle est la seule vierge qu'ils connaissent. Cependant, l'incantation échoue puisque Lisa n'est plus vierge. Alors que les monstres se rapprochent, l'escouade en déduit que Phoebe doit terminer la tâche pour ouvrir le portail. Le vieil allemand tente de l'aider à lire l'incantation alors que le reste de l'escouade repousse les monstres. Dans la bataille qui s'ensuit, les monstres sont vaincus tour à tour hormis Dracula. Ce dernier parvient à détruire l'amulette lorsque le monstre de Frankenstein intervient, l'empalant sur une croix en fer forgé. Phoebe termine l'incantation, ouvrant le portail qui commence à consommer les corps des monstres. Dracula, toujours en vie, tente d'entraîner Sean avec lui. Celui-ci empale à nouveau le vampire avec un pieu en bois alors que Patrick attrape son ami avant qu'il ne puisse être aspiré dans le portail. Après s'être brièvement échappé des limbes, Van Helsing apparaît, donne un coup de pouce à Sean pour un travail bien fait et entraîne Dracula vers sa perte. Alors que le monstre de Frankenstein est attiré dans le portail, Phoebe le tient et le supplie de rester. Sachant qu'il n'appartient pas à la Terre, le Monstre de Frankenstein lâche la main de Phoebe mais accepte son cadeau d'un animal en peluche pour se souvenir d'elle. Le portail se referme alors, assurant la sécurité du monde.
Dans la foulée, l'armée américaine arrive sur les lieux, après avoir reçu une lettre d'Eugene plus tôt pour demander leur aide contre les monstres. Lorsque le général confus n'arrive pas à donner une explication à la situation, Sean s'avance et présente à l'homme sa carte de visite, s'identifiant ainsi que ses amis comme le Monster Squad.

## Fiche technique
- Titre original et français : The Monster Squad
- Réalisation : Fred Dekker
- Scénario : Shane Black et Fred Dekker
- Musique : Bruce Broughton
- Photographie : Bradford May
- Montage : James Mitchell
- Production : Jonathan A. Zimbert
- Sociétés de production : Home Box Office, Keith Barish Productions et TAFT Entertainment Pictures
- Société de distribution : TriStar Pictures (États-Unis)
- Pays de production :  États-Unis
- Langue originale : anglais
- Format : couleur - Dolby - 35 mm - 2.35:1
- Genre : comédie horrifique et fantastique
- Durée : 78 minutes
- Date de sortie :
  - États-Unis : 14 août 1987
  - France : 18 octobre 1989 (sortie en province[1]), 1991 (sortie VHS[1])

## Distribution
Légende : Premier doublage et Redoublage
- Andre Gower (VF : Séverine Morisot ; Jennifer Fauveau) : Sean Crenshaw
- Robby Kiger (VF : Odile Schmitt ; Kaycie Chase) : Patrick Rhodes
- Brent Chalem (VF : Éric Chevalier ; Marie Facundo) : Horace dit « Grassouille »
- Ryan Lambert (VF : Hervé Grull) : Rudy Halloran
- Ashley Bank (VF : Brigitte Lecordier , Claire Baradat) : Phoebe
- Stephen Macht (VF : Pierre Laurent ; Bernard Bollet) : l'inspecteur Del Crenshaw
- Leonardo Cimino (VF : Jean Violette ; Thierry Kazazian) : l'Allemand effrayant
- Stan Shaw (VF : Jean-Louis Faure ; Thierry Desroses) : l'inspecteur Sapir
- Duncan Regehr : Dracula
- Tom Noonan : le monstre de Frankenstein
- Mary Ellen Trainor (VF : Dominique Vallée) : Emily Crenshaw
- Michael Faustino (VF : Brigitte Lecordier) : Eugene
- Lisa Fuller : Lisa Rhodes
- Jon Gries (VF : Robert Darmel) : l'homme désespéré
- Jason Hervey : E. J.
- Gwill Richards (VF : Robert Darmel) : M. Metzger
- Jack Gwillim : Abraham Van Helsing
- Carl Thibault : le loup-garou
- Michael MacKay : la momie
- Tom Woodruff Jr. : l'homme-poisson
- Adam Carl (VF : Pauline Ziadé) : Derek

 Sauf indication contraire ou complémentaire, les informations mentionnées dans cette section proviennent du générique de fin de l'œuvre audiovisuelle présentée ici.

## Accueil
Le film connaît un échec commercial, rapportant 3 769 990 $ de recettes au box-office américain, alors qu'il a été produit avec un budget de 14 000 000 $,. En France, le long-métrage connaît une distribution limitée en salles en province, principalement au nord du pays, sous le titre La Brigade des monstres en octobre 1989 avant de sortir en vidéo chez CBS Fox Vidéo en 1991 sous le titre Monster Club.

## Distinctions

### Récompenses
- Young Artist Awards
  - Meilleur groupe dans un film pour Andre Gower, Robby Kiger, Brent Chalem, Ryan Lambert, Ashley Bank et Michael Faustino

### Nominations
- Saturn Awards
  - Meilleur acteur dans un second rôle pour Duncan Regehr
  - Meilleur jeune acteur pour Andre Gower
  - Meilleure musique pour Bruce Broughton
  - Meilleurs costumes pour Michael W. Hoffman et Aggie Lyon

## Remake
Le film devrait faire l'objet d'un remake réalisé par Olly Alexander pour sortir courant 2019[réf. nécessaire].